# 삼성 옙

옙의 로고

삼성 옙(Samsung YEPP)은 삼성전자의 MP3 플레이어 브랜드이다. 브랜드 명은 Young, Energetic, Passionate, Personal(젊은, 힘이 넘치는, 열정적인, 개인적인)의 머리글자를 따온 것이다. 2011년 2월 삼성으로 브랜드가 통합되었다가 2014년에 삼성전자가 MP3사업을 철수하면서 브랜드가 폐지되었다.

## 로고의 변천
초기 옙의 로고는 알파벳 소문자 yepp였으며, 후에 알파벳 대문자 YEPP으로 변경되었다.

## DNSe(SoundAlive)
"DNSe(SoundAlive)"는 삼성전자에서 개발한 MP3 음장이다. Digital Natural Sound Engine의 약자로 DNSe3.0까지 개발되어 있다. 모든 YEPP의 mp3에 탑재되어 있으며 (2006년 이전 제품은 SRS WOW 탑재) 2007년 삼성전자의 MP3사업부가 유무선 통신 사업부로 통합되어 애니콜 T*옴니아 등의 삼성 애니콜 제품에도 탑재되었다.
2010년 6월 DNSe3.0의 후속버전인 SoundAlive가 개발되어 YP-U6, YP-Q3, YP-RB, YP-GB1, YP-GB70, YP-G50 모델에 탑재되었다.
현재 삼성전자에서 출시되는 삼성 갤럭시 시리즈 스마트폰들은 SoundAlive가 기본 탑재되어 출시된다.